# Muhamed Bešić
Muhamed Bešić (Berlijn, 10 september 1992) is een Bosnisch-Duitse voetballer die doorgaans speelt als middenvelder. In januari 2025 tekende hij voor Spartak Subotica. Bešić debuteerde in 2010 in het Bosnisch voetbalelftal.

## Clubcarrière
Bešić begon zijn carrière in de jeugd van Tennis Borussia Berlin, wat hij op zestienjarige leeftijd achter zich liet voor een overgang naar Hamburger SV. Op 4 november 2010 verlengde de verdediger zijn verbintenis tot medio 2013. Acht dagen later, op 12 november, debuteerde de verdediger voor HSV. Er werd met 2–0 verloren van Borussia Dortmund en Bešić viel tien minuten voor het einde van het duel in voor Guy Demel. In maart 2012 werd de Bosniër verwijderd uit het eerste elftal door een gebrek aan discipline. Volgens Bosnische media zou coach Thorsten Fink hem tevens te lijf zijn gegaan.
In de zomer van 2012 liet Bešić Hamburg achter zich en hij tekende een contract bij Ferencváros. Hier bleef hij twee seizoenen actief, alvorens Everton hem aantrok. In januari 2018 huurde Middlesbrough hem voor een halfjaar. Medio 2018 werd er nog een seizoen toegevoegd aan deze verhuurperiode. Na het seizoen 2018/19 huurde het naar de Premier League gepromoveerde Sheffield United de Bosniër voor één seizoen.
Bešić mocht na het seizoen 2020/21 definitief vertrekken bij Everton. Hierop zat hij tot september zonder club, waarna hij terugkeerde bij Ferencváros. Na zijn vertrek in de zomer van 2024 zat hij een half jaar zonder club, waarna Spartak Subotica hem contracteerde.

## Interlandcarrière
Bešić debuteerde voor Bosnië en Herzegovina op 17 november 2010. Op die dag werd een vriendschappelijke wedstrijd tegen Slowakije met 2–3 verloren. De verdediger begon op de bank en mocht van bondscoach Safet Sušić invallen voor mededebutant Ognjen Vranješ. De andere debutanten dit duel waren Ibrahim Šehić (Željezničar) en Muhamed Subašić (FK Olimpik). Op 5 mei 2014 werd bekendgemaakt dat Bešić onderdeel uitmaakt van de Bosnische voorselectie voor het WK 2014 in Brazilië. Bondscoach Sušić sprak over Bešić als 'de enige speler die Lionel Messi af kan stoppen'.
| Interlands van Muhamed Bešić voor Bosnië en Herzegovina | Interlands van Muhamed Bešić voor Bosnië en Herzegovina | Interlands van Muhamed Bešić voor Bosnië en Herzegovina | Interlands van Muhamed Bešić voor Bosnië en Herzegovina | Interlands van Muhamed Bešić voor Bosnië en Herzegovina | Interlands van Muhamed Bešić voor Bosnië en Herzegovina | Interlands van Muhamed Bešić voor Bosnië en Herzegovina |
| №                                                       | Datum                                                   | Wedstrijd                                               | Uitslag                                                 | Competitie                                              | Goals                                                   |                                                         |
| Als speler bij Hamburger SV                             | Als speler bij Hamburger SV                             | Als speler bij Hamburger SV                             | Als speler bij Hamburger SV                             | Als speler bij Hamburger SV                             | Als speler bij Hamburger SV                             | Als speler bij Hamburger SV                             |
| ------------------------------------------------------- | ------------------------------------------------------- | ------------------------------------------------------- | ------------------------------------------------------- | ------------------------------------------------------- | ------------------------------------------------------- | ------------------------------------------------------- |
| 1                                                       | 17 november 2010                                        | Slowakije – Bosnië en Herzegovina                       | 2 – 3                                                   | Vriendschappelijk                                       |                                                         |                                                         |
| 2                                                       | 9 februari 2011                                         | Mexico – Bosnië en Herzegovina                          | 2 – 0                                                   | Vriendschappelijk                                       |                                                         |                                                         |
| 3                                                       | 7 juni 2011                                             | Bosnië en Herzegovina – Albanië                         | 2 – 0                                                   | EK 2012 kwalificatie                                    |                                                         |                                                         |
| 4                                                       | 10 augustus 2011                                        | Bosnië en Herzegovina – Griekenland                     | 0 – 0                                                   | Vriendschappelijk                                       |                                                         |                                                         |
| 5                                                       | 15 november 2011                                        | Portugal – Bosnië en Herzegovina                        | 6 – 2                                                   | EK 2012 kwalificatie                                    |                                                         |                                                         |
| 6                                                       | 15 augustus 2012                                        | Wales – Bosnië en Herzegovina                           | 0 – 2                                                   | Vriendschappelijk                                       |                                                         |                                                         |
| Als speler bij Ferencváros                              |                                                         |                                                         |                                                         |                                                         |                                                         |                                                         |
| 7                                                       | 14 november 2012                                        | Algerije – Bosnië en Herzegovina                        | 0 – 1                                                   | Vriendschappelijk                                       |                                                         |                                                         |
| 8                                                       | 30 mei 2014                                             | Ivoorkust – Bosnië en Herzegovina                       | 1 – 2                                                   | Vriendschappelijk                                       |                                                         |                                                         |
| 9                                                       | 3 juni 2014                                             | Mexico – Bosnië en Herzegovina                          | 0 – 1                                                   | Vriendschappelijk                                       |                                                         |                                                         |
| 10                                                      | 15 juni 2014                                            | Argentinië – Bosnië en Herzegovina                      | 2 – 1                                                   | WK 2014                                                 |                                                         |                                                         |
| 11                                                      | 21 juni 2014                                            | Nigeria – Bosnië en Herzegovina                         | 1 – 0                                                   | WK 2014                                                 |                                                         |                                                         |
| 12                                                      | 25 juni 2014                                            | Bosnië en Herzegovina – Iran                            | 3 – 1                                                   | WK 2014                                                 |                                                         |                                                         |
| Als speler bij Everton                                  |                                                         |                                                         |                                                         |                                                         |                                                         |                                                         |
| 13                                                      | 4 september 2014                                        | Bosnië en Herzegovina – Liechtenstein                   | 3 – 0                                                   | Vriendschappelijk                                       |                                                         |                                                         |
| 14                                                      | 9 september 2014                                        | Bosnië en Herzegovina – Cyprus                          | 1 – 2                                                   | EK 2016 kwalificatie                                    |                                                         |                                                         |
| 15                                                      | 10 oktober 2014                                         | Wales – Bosnië en Herzegovina                           | 0 – 0                                                   | EK 2016 kwalificatie                                    |                                                         |                                                         |
| 16                                                      | 13 oktober 2014                                         | Bosnië en Herzegovina – België                          | 1 – 1                                                   | EK 2016 kwalificatie                                    |                                                         |                                                         |
| 17                                                      | 16 november 2014                                        | Israël – Bosnië en Herzegovina                          | 3 – 0                                                   | EK 2016 kwalificatie                                    |                                                         |                                                         |
| 18                                                      | 28 maart 2015                                           | Andorra – Bosnië en Herzegovina                         | 0 – 3                                                   | EK 2016 kwalificatie                                    |                                                         |                                                         |
| 19                                                      | 31 maart 2015                                           | Oostenrijk – Bosnië en Herzegovina                      | 1 – 1                                                   | Vriendschappelijk                                       |                                                         |                                                         |
| 20                                                      | 12 juni 2015                                            | Bosnië en Herzegovina – Israël                          | 3 – 1                                                   | EK 2016 kwalificatie                                    |                                                         |                                                         |
| 21                                                      | 3 september 2015                                        | België – Bosnië en Herzegovina                          | 3 – 1                                                   | EK 2016 kwalificatie                                    |                                                         |                                                         |
| 22                                                      | 6 september 2015                                        | Bosnië en Herzegovina – Andorra                         | 3 – 0                                                   | EK 2016 kwalificatie                                    |                                                         |                                                         |
| 23                                                      | 16 november 2015                                        | Ierland – Bosnië en Herzegovina                         | 2 – 0                                                   | EK 2016 kwalificatie                                    |                                                         |                                                         |
| 24                                                      | 25 maart 2016                                           | Luxemburg – Bosnië en Herzegovina                       | 0 – 3                                                   | Vriendschappelijk                                       |                                                         |                                                         |
| 25                                                      | 29 maart 2016                                           | Zwitserland – Bosnië en Herzegovina                     | 0 – 2                                                   | Vriendschappelijk                                       |                                                         |                                                         |
| 26                                                      | 29 mei 2016                                             | Bosnië en Herzegovina – Spanje                          | 1 – 3                                                   | Vriendschappelijk                                       |                                                         |                                                         |
| 27                                                      | 9 juni 2017                                             | Bosnië en Herzegovina – Griekenland                     | 0 – 0                                                   | WK 2018 kwalificatie                                    |                                                         |                                                         |
| 28                                                      | 7 oktober 2017                                          | Bosnië en Herzegovina – België                          | 3 – 4                                                   | WK 2018 kwalificatie                                    |                                                         |                                                         |
| Als speler bij Middlesbrough                            |                                                         |                                                         |                                                         |                                                         |                                                         |                                                         |
| 29                                                      | 23 maart 2018                                           | Bulgarije – Bosnië en Herzegovina                       | 0 – 1                                                   | Vriendschappelijk                                       |                                                         |                                                         |
| 30                                                      | 27 maart 2018                                           | Senegal – Bosnië en Herzegovina                         | 0 – 0                                                   | Vriendschappelijk                                       |                                                         |                                                         |
| 31                                                      | 1 juni 2018                                             | Zuid-Korea – Bosnië en Herzegovina                      | 1 – 3                                                   | Vriendschappelijk                                       |                                                         |                                                         |
| 32                                                      | 8 september 2018                                        | Noord-Ierland – Bosnië en Herzegovina                   | 1 – 2                                                   | Nations League 2018/19                                  |                                                         |                                                         |
| 33                                                      | 11 september 2018                                       | Bosnië en Herzegovina – Oostenrijk                      | 1 – 0                                                   | Nations League 2018/19                                  |                                                         |                                                         |
| 34                                                      | 15 oktober 2018                                         | Bosnië en Herzegovina – Noord-Ierland                   | 2 – 0                                                   | Nations League 2018/19                                  |                                                         |                                                         |
| 35                                                      | 15 november 2018                                        | Oostenrijk – Bosnië en Herzegovina                      | 0 – 0                                                   | Nations League 2018/19                                  |                                                         |                                                         |
| 36                                                      | 18 november 2018                                        | Spanje – Bosnië en Herzegovina                          | 1 – 0                                                   | Vriendschappelijk                                       |                                                         |                                                         |
| 37                                                      | 23 maart 2019                                           | Bosnië en Herzegovina – Armenië                         | 2 – 1                                                   | EK 2020 kwalificatie                                    |                                                         |                                                         |
| 38                                                      | 26 maart 2019                                           | Bosnië en Herzegovina – Griekenland                     | 2 – 2                                                   | EK 2020 kwalificatie                                    |                                                         |                                                         |
| 39                                                      | 8 juni 2019                                             | Finland – Bosnië en Herzegovina                         | 2 – 0                                                   | EK 2020 kwalificatie                                    |                                                         |                                                         |
| 40                                                      | 11 juni 2019                                            | Italië – Bosnië en Herzegovina                          | 2 – 1                                                   | EK 2020 kwalificatie                                    |                                                         |                                                         |
| Als speler bij Sheffield United                         |                                                         |                                                         |                                                         |                                                         |                                                         |                                                         |
| 41                                                      | 8 september 2019                                        | Armenië – Bosnië en Herzegovina                         | 4 – 2                                                   | EK 2020 kwalificatie                                    |                                                         |                                                         |
| 42                                                      | 15 november 2019                                        | Bosnië en Herzegovina – Italië                          | 0 – 3                                                   | EK 2020 kwalificatie                                    |                                                         |                                                         |
| 43                                                      | 19 november 2019                                        | Liechtenstein – Bosnië en Herzegovina                   | 0 – 3                                                   | EK 2020 kwalificatie                                    |                                                         |                                                         |
| Als speler bij Ferencváros                              |                                                         |                                                         |                                                         |                                                         |                                                         |                                                         |
| 44                                                      | 4 september 2020                                        | Italië – Bosnië en Herzegovina                          | 1 – 1                                                   | Nations League 2020/21                                  |                                                         |                                                         |
| 45                                                      | 7 september 2020                                        | Bosnië en Herzegovina – Polen                           | 1 – 2                                                   | Nations League 2020/21                                  |                                                         |                                                         |
| Als speler bij Ferencváros                              |                                                         |                                                         |                                                         |                                                         |                                                         |                                                         |
| 46                                                      | 7 juni 2022                                             | Bosnië en Herzegovina – Roemenië                        | 1 – 0                                                   | Nations League 2022/23                                  |                                                         |                                                         |
| 47                                                      | 23 september 2022                                       | Bosnië en Herzegovina – Montenegro                      | 1 – 0                                                   | Nations League 2022/23                                  |                                                         |                                                         |

Bijgewerkt op 15 januari 2025.

## Erelijst
| Nemzeti Bajnokság | 1 | 2021/22, 2022/23 |
| Magyar Kupa       | 1 | 2021/22          |
| Ligakupa          | 1 | 2012/13          |